# Frank Russell, Baron Russell of Killowen
Francis „Frank“ Xavier Russell, Baron Russell of Killowen PC KC (* 2. Juli 1867; † 20. Dezember 1946) war ein britischer Jurist, der zuletzt als Lord of Appeal in Ordinary aufgrund des Appellate Jurisdiction Act 1876 als Life Peer auch Mitglied des House of Lords war. 

## Leben
Russell, Sohn des Barrister sowie späteren Lord of Appeal in Ordinary und Lord Chief Justice of England and Wales Charles Russell, Baron Russell of Killowen, absolvierte nach dem Schulbesuch ebenfalls ein Studium der Rechtswissenschaften und erhielt 1893 seine anwaltliche Zulassung bei der Rechtsanwaltskammer (Inns of Court) von Lincoln’s Inn. Im Anschluss nahm er eine Tätigkeit als Barrister auf und wurde für seine anwaltlichen Verdienste 1908 zunächst Kronanwalt (King’s Counsel) sowie 1913 sogenannter „Bencher“ der Anwaltskammer von Lincoln’s Inn.
1919 wurde Russell Richter an der Kammer für Wirtschaftssachen (Chancery Division) an dem für England und Wales zuständigen  High Court of Justice und war dort bis 1928 tätig. Nach Beendigung dieser Richtertätigkeit erfolgte 1928 seine Berufung zum Richter (Lord Justice of Appeal) am Court of Appeal, dem für England und Wales zuständigen Appellationsgericht, an dem er bis 1929 tätig war. Daneben wurde er 1928 auch zum Privy Councillor ernannt.
Durch ein Letters Patent vom 18. November 1929 wurde Russell aufgrund des Appellate Jurisdiction Act 1876 als Life Peer mit dem Titel Baron Russell of Killowen, of Killowen in the County of Down zum Mitglied des House of Lords in den Adelsstand berufen und wirkte bis zu seinem Tod 1946 als Lordrichter (Lord of Appeal in Ordinary). Während dieser Zeit war er 1936 auch Schatzmeister der Anwaltskammer von Lincoln’s Inn.
Aus seiner am 17. Februar 1900 geschlossenen Ehe mit Mary Emily Ritchie, einer Tochter des Politikers Charles Thomson Ritchie, 1. Baron Ritchie of Dundee, der unter anderem Präsident des Board of Trade sowie später Innenminister (Home Secretary) und Schatzkanzler war, gingen vier Kinder hervor, darunter sein einziger Sohn Charles Ritchie Russell, der zuletzt ebenfalls Lord of Appeal in Ordinary war.